# Azla
Azla (franska: Azla (CR), Azla (Commune Rurale), arabiska: مركز دار الشاوي) är en kommun i Marocko.   Den ligger i provinsen Tétouan och regionen Tanger-Tétouan-Al Hoceïma, i den norra delen av landet, 220 km nordost om huvudstaden Rabat. Antalet invånare är 12 589.